# Селин Дион
Селин Дион (на френски: Céline Marie Claudette Dion) е канадска поп и класическа певица.

## Биография

### Ранни години
Дион е родена на 30 март 1968 г. в град Шарлеман (24 км източно от Монреал), провинция Квебек, Канада, където израства. Тя е най-малкото от 14-те деца в музикално семейство.
През 1981 г. се среща с Рене Анжелил, бъдещия си съпруг, който харесва неин демозапис (на песента „Ce n`etait qu`un reve“, композирана от майка ѝ Терез) и се съгласява да финансира дебютния ѝ албум.
През 1982 г. с песента си „Tellement J'ai D'amour Pour Toi“ печели златен медал на музикалния фестивал „Yamaha“ в Токио.
През 1983 г. Дион става първата канадска изпълнителка със златна плоча във Франция (с песента „D`amour ou d`amitie“).
При визитата на папа Йоан Павел II в Квебек през 1984 г. Селин е поканена да изпълни песента си „Une Colombe“.

### 1988 – 2000 г.
През 1988 г. Селин Дион печели първо място в музикалния конкурс „Евровизия“ („Eurovision“) с песента „Ne partez pas sans moi“.
През 1990 г. записва първия си англоезичен албум „Unison“. Сингълът ѝ „Where does my heart beat now“ достига до № 5 в класацията Билборд Хот 100. От „Unison“ излизат и още два хитови сингъла – „The last to know“ и „(If there was) any other way“. Продажбите на копията достигат 3 милиона.
През 1991 г. записва френскоезичния албум „Dion chante Plamondon“, който пожънва огромен успех във Франция. От него са хитовете „L'amour existe encore“ и „Des mots qui sonnent“.
В края на 1991 г. е поканена да изпълни саундтрака на анимационния филм на Уолт Дисни „Красавицата и звяра“ в дует с Пибо Брайсън. Песента покорява всички възможни големи класации и се превръща в първия световен хит на певицата. За изпълнението си Селин печели своята първа награда „Грами“ през 1992 г. Песента е удостоена също така и с „Оскар“ за най-добра филмова песен.
През 1992 г., веднага след успеха на „Beauty and the Beast“, Дион издава своя втори англоезичен албум, озаглавен „Селин Дион“. Албумът е почти изцяло баладичен с изключение на свежото начало с танцувалния ѝ хитсингъл „Love can move mountains“ и песните „Did you give enough love“ (също хит) и „Little bit of love“. Най-големият хит от този албум е песента „If you asked me to“, пожънала огромен успех в щатските класации. В друг голям хит се превръща балада „Nothing broken but my heart“, написана от Даян Уорън, създала и големия хит „Because You Loved Me“ (1996), който дълго време се задържа в Топ 30 на „Билборд“. Албумът се продава в 6 милиона броя по цял свят.
През 1993 г. Селин Дион влиза в списъка на най-големите световни светила в музикалната индустрия. Първият сингъл от мултиплатинения ѝ албум „The colour of my love“, озаглавен „The power of love“ (версия на песента на Дженифър Ръш от 1984 г.), достига номер едно в класацията на „Билборд“ и се задържа там четири седмици. Последвалият сингъл „Think twice“ води британските класации седем седмици. На наградите на „Билборд“ Дион печели наградата за най-високи международни успехи. Албумът продава 18 милиона копия по цял свят и е вторият най-продаван албум на годината след „Music box“ на Марая Кери. Песента „The Colour of My Love“, написана от Дейвид Фостър, Селин посвещава на своя годеник – 26 години по-възрастния от нея Рене Анжелил, за когото Дион се омъжва през 1994 г. Бляскавата церемония, на която са поканени 500 гости, се провежда в Монреал.
През 1995 г. на пазара се появява най-продаваният френскоезичен албум на Селин Дион – „D'eux“, който моментално заема първите места в класациите във Франция и Канада. Изпълнението ѝ на „Je sais pas“ се задържа на първо място във Франция за рекордните 14 седмици. Продажбите достигат 9 милиона, което прави албума най-продавания френскоезичен албум в историята. Това е и началото на сътрудничеството на Селин с френския композитор и китарист Жан-Жак Голдман. Той участва в създаването на всеки следващ неин френскоезичен проект.
През 1996 г. Дион е поканена да изпълни саундтрака към филма „Поверително и лично“ с Мишел Пфайфър. Песента, озаглавена „Because you loved me“, се превръща в световен разбивач на класации. В класацията на Билборд заема първо място 6 седмици, за същия период води класациите и във Великобритания. Не след дълго на пазара излиза най-продаваният албум в кариерата на Дион – „Falling into you“, последван от европейско турне.
През ноември 1997 г. Дион издава албума „Let`s Talk About Love“, в който има дуети със световни изпълнители като Лучано Павароти, Барбра Стрейзънд и Керъл Кинг. Безспорно най-големият хит от него е „My Heart Will Go On“ от саундтрака на „Титаник“. Последван е от световно турне, продължило около две години. „My Heart Will Go On“ и до днес е смятана за най-известната песен на Селин Дион. За изпълнението ѝ печели „Оскар“ през 1998 година.

### 2001 – 2019
От януари 2000 до март 2002 година Селин се оттегля от шоубизнеса, за да е до съпруга си, който се възстановява от рак, и за да стане майка. На 25 януари 2001 година във Флорида се ражда първото дете на Селин и Рене – Рене-Шарл.
Въпреки предположенията, че Селин окончателно ще сложи край на кариерата си и ще се отдаде на семейството си, през пролетта на 2002 година тя най-неочаквано издава албума „A New Day Has Come“, едноименната песен от който е посветена на сина ѝ. Албумът надхвърля очаквания успех. Само седмица след премиерата му в САЩ са продадени половин милион копия.
Следващата поредица от хитови и може би най-запомнящи се представления на Селин Дион в Колизеума в Сизърс Палас (The Colosseum at Caesars Palace) – Лас Вегас, са озаглавени „A New Day...“ („Новият ден...“), в сътрудничество с режисьора Франко Драгоне, известен с режисирането на почти всички представления на „Цирк Дю Солей“ до 1998 г., когато напуска екипа на трупата. Новото шоу на Селин във Вегас стартира на 25 март 2003 г. и приключва на 15 декември 2007 г. Интересното и модерно шоу добива небивал успех и всъщност е удължено с две години поради изключителната си популярност. Първоначално е предвидено шоу-спектаклите да продължат три години.
Все още на гребена на вълната и въодушевени от успеха на шоуто във Вегас, Селин и съпругът ѝ, който е и неин мениджър, решават, че е време да се отправят на ново световно турне, което да бъде в подкрепа на лансирането на двата нови албума, които Селин издава през 2007 г. – френският албум „D'elles“ и английският „Taking Chances“. Този път те решават да вземат със себе си майката на Селин – Терез, и сина си Рене Шарл. Турнето е озаглавено „Taking Chances World Tour“. Обиколката на турнето обхваща пет континента – Африка, Азия, Австралия, Европа и Северна Америка. Стартира на 14 февруари 2008 година и приключва на 26 февруари 2009 г. И до днес турнето е смятано за едно от най-добрите и впечатляващи турнета на Дион. Следват още периодични представления в Сизърс Палас.
В личен план, въпреки временната му победа над рака на гърлото, през лятото на 2014 г. съпругът на певицата, който е и неин импресарио, започва отново борба с болестта и умира на 14 януари 2016 г., на 73-годишна възраст. Двамата имат три деца.
Съкрушителните моменти в личния живот на звездата продължават със смъртта на брат ѝ Даниел Дион, който умира също от рак на 16 януари 2016 г., само два дни след съпруга на Селин Дион.
След кратка пауза заради двойния траур, след загубата на съпруга и брат си, които почиват в средата на януари 2016 г., Селин се завръща на сцената на Колизеума в Сизърс Палас (The Colosseum at Caesars Palace) – Лас Вегас, където по това време повече от успешно е нейното шоу, озаглавено „Селин“.
През 2017 г. се състои европейското турне на Селин Дион – „Celine Dion LIVE 2017“ с цел представяне на новия френскоезичен албум на звездата „Encore un Soire“. Стартира на 15 юни 2017 г. и приключва на 5 август същата година. Шоуто не е толкова „бляскаво“ и разчупено като световното „Taking Chances World Tour“, но за сметка на това, гласът на Селин е оценен от критиците, като „осмото чудо на света“.
През 2018 г. Селин анонсира нов тур, този път той обхваща Азия и Океания. Турнето е в подкрепа на албума „The Best So Far... 2018 Tour Edition“. Албумът включва най-големите хитове на Дион от 1993 г. до 2013 г., много от които участват в турнето. Обиколката започва на 26 юни в Токио и приключва на 14 август 2018 г. в Окланд, Нова Зеландия, което прави общо 22 концерта. Турнето достига 56,5 милиона долара.
На 8 юни 2019 г. се състои последното шоу на Дион от резиденцията ѝ в Колизеума – Сизърс Палас, с което тя приключва своето историческо присъствие в нощния живот на Лас Вегас, след около 15 години от премиерата на първото ѝ шоу в града на греха.

### След 2019 г.
The Courage World Tour е четиринадесетото и световно концертно турне на канадската певица Селин Дион, в подкрепа на новия ѝ англоезичен студиен албум Courage, издаден на 15 ноември 2019 г. Това е първото световно турне на Дион от повече от десетилетие, след Taking Chances World Tour. Турнето започва в Квебек Сити, Канада, на 18 септември 2019 г. и се очаква да приключи на 18 септември 2020 г. в Лондон.
Поради ситуацията свързана със световната пандемия от коронавирус турнето се отлага за 2021 година.
През май 2023 г. Селин Дион обявява, че отменя предстоящите нови дати за турнето Courage. Тя съобщава, че страда от много рядко неврологично заболяване, наименувано „синдром на скования човек“.
На 25 юни 2024 г. Amazon MGM Studios пуска документален филм за живота на Дион със синдрома на скования човек, „I Am: Celine Dion“. Саундтракът на „I Am: Celine Dion“ е издаден на 21 юни. На 26 юли Дион изпява „Hymne à l'amour“ от Айфеловата кула, за да завърши церемонията по откриването на Летните олимпийски игри през 2024 г.. Това е първото ѝ публично изпълнение от четири години насам. В рецензията си за церемонията The Guardian пише, че изпълнението на Дион е било „неустрашимо, блажено завръщане“, с „порива на човек, който, както сама признава, копнее да поднови турнето повече от феновете си“.
На 13 ноември 2024 г. Дион излиза на подиума на модното ревю 1000 Seasons на дизайнера Ели Сааб в Рияд, Саудитска Арабия, където изпълнява „I'm Alive“ и „The Power of Love“.

## Дискография

### Студийни албуми

#### Албуми на френски език
- Le voix d'un bon Dieu (1981)
- Céline Dion chante Noël (1981)
- Les chemins de ma maison (1983)
- Chants et contes de Noël (1983)
- Melanie (1984)
- Les oiseaux de bonheur (1984)
- C'est pour toi]] (1985)
- Incognito (1987)
- Dion chante Plamondon (1991)
- D'eux (1995)
- S'il suffisait d'aimer (1998)
- 1 fille & 4 types (2003)
- D'elles (2007)
- Sans attendre (2012)
- Encore un soir (2016)

#### Албуми на английски език
- Unison (1990)
- Celine Dion (1992)
- The colour of my love (1993)
- Falling Into you (1996)
- Let's talk about love (1997)
- These are special times (1998)
- A new day has come (2002)
- One heart (2003)
- Miracle (2004)
- Taking chances (2007)
- Loved me back to life (2013)
- Courage (2019)

### Компилации

#### Компилации на френски език
- Du soleil au cœur (1983)
- Les plus grands succès de Céline Dion (1984)
- Les oiseaux du bonheur (1984)
- Les chansons en or (1986)
- The Best of Celine Dion (1988)
- Les premières années (1993)
- Gold Vol. 1 (1995)
- Gold Vol. 2 (1995)
- C'est pour vivre (1997)
- The Collection 1982 – 1988 (1997)
- The Early Singles (1999)
- On ne change pas (2005)

#### Компилации на английски език
- All the Way... A Decade of Song (1999)
- The Collector's Series, Volume One (2000)
- Complete Best (2008)
- My Love: Essential Collection (2008)
- The Best of Celine Dion & David Foster (2012)
- Playlist: The Very Best of Celine Dion (2012)

### Албуми, записвани на живо

#### На френски език
- Céline Dion en concert (1985)
- À l'Olympia (1994)
- Live à Paris (1996)
- Au cœur du stade (1999)
- Céline... une seule fois (2014)

#### На английски език
- A New Day... Live in Las Vegas (2004)
- Taking Chances World Tour: The Concert (2010)

### Видео албуми

#### Видео албуми на френски език
- Live à Paris (1996)
- Au cœur du stade (1999)
- On ne change pas (2005)
- Céline sur les Plaines (2008)
- Céline... une seule fois (2014)

#### Видео албуми на английски език
- Unison (1991)
- The colour of my love concert (1995)
- Live in memphis (1998)
- All the way… a decade of song & video (2001)
- Live in Las Vegas – a new day (2007)
- Celine: through the eyes of the world (2010)
- Taking chances world tour: the concert (2010)

## Сингли

### Сингли на френски език
- Ce n'était qu'un rêve (1981)
- La voix du bon Dieu (1981)
- L'amour viendra (1982)
- Tellement j'ai d'amour pour toi (1982)
- D'amour ou d'amitié (1982)
- Mon ami m'a quittée (1983)
- Un enfant (1983)
- Ne me plaignez pas (1984)
- Une colombe (1984)
- Mélanie (1984)
- Mon rêve de toujours (1984)
- Un amour pour moi (1984)
- C'est pour toi (1985)
- C'est pour vivre (1985)
- Dans la main d'un magicien (1985)
- La ballade de Michel (1986)
- Billy (1986)
- L'univers a besoin d'amour (1986)
- Fais ce que tu voudras (1986)
- Je ne veux pas (1987)
- On traverse un miroir (1987)
- Incognito (1987)
- Lolita (trop jeune pour aimer) (1987)
- Comme un cœur froid (1988)
- La religieuse (1988)
- Ne partez pas sans moi (1988)
- Délivre-moi (1988)
- D'abord, c'est quoi l'amour? (1988)
- Jours de fièvre (1988)
- Des mots qui sonnent (1991)
- L'amour existe encore (1991)
- Je danse dans ma tête (1992)
- Quelqu'un que j'aime, quelqu'un qui m'aime (1992)
- Un garçon pas comme les autres (Ziggy) (1993)
- Plus haut que moi (1993)
- Pour que tu m'aimes encore (1995)
- Je sais pas (1995)
- Destin (1996)
- Le ballet (1996)
- J'irai où tu iras (1996)
- Les derniers seront les premiers (1996)
- Je sais pas (1997)
- J'attendais (1997)
- Zora sourit (1998)
- S'il suffisait d'aimer (1998)
- On ne change pas (1999)
- En attendant ses pas (1999)
- Dans un autre monde (1999)
- Sous le vent (2001)
- Aún Existe Amor (2002)
- Tout l'or des hommes (2003)
- Et je t'aime encore (2003)
- Contre nature (2004)
- Je lui dirai (2004)
- Ma Nouvelle-France (2004)
- Je ne vous oublie pas (2005)
- Tous les secrets (2006)
- Tout près du bonheur (2006)
- Et s'il n'en restait qu'une (je serais celle-là) (2007)
- Immensité (2007)
- Le temps qui compte (2007)
- On s'est aimé à cause (2007)
- A cause (2008)
- Parler à mon père (2012)
- Le miracle (2012)
- Qui peut vivre sans amour? (2013)
- Celle qui m'a tout appris (2014)

### Сингли на английски език
- (If There Was) Any Other Way (1990)
- Unison (1990)
- Where Does My Heart Beat Now (1990)
- The Last to Know (1991)
- Have a Heart (1991)
- Beauty and the Beast (1991)
- If You Asked Me To (1992)
- Nothing Broken But My Heart (1992)
- Love Can Move Mountains (1992)
- Water from the Moon (1993)
- Did You Give Enough Love (1993)
- When I Fall in Love (1993)
- The Power of Love (1993)
- Love Lights the World (1994)
- Misled (1994)
- Think Twice (1994)
- Only One Road (1994)
- Calling You (1994)
- Next Plane Out (1995)
- Just Walk Away (1995)
- To Love You More (1995)
- (You Make Me Feel Like) A Natural Woman (1995)
- Falling into You (1996)
- Because You Loved Me (1996)
- It's All Coming Back to Me Now (1996)
- The Power of the Dream (1996)
- All by Myself (1996)
- Send Me a Lover (1996)
- Call the Man (1997)
- Make You Happy (1997)
- Dreamin' of You (1997)
- Be the Man (1997)
- The Reason (1997)
- My Heart Will Go On (1997)
- Immortality (1998)
- When I Need You (1998)
- I Hate You Then I Love You (1998)
- Miles to Go (Before I Sleep) (1998)
- It's Hard to Say Goodbye (1998)
- (You Make Me Feel Like) A Natural Woman (1998)
- You've Got a Friend (1998)
- I'm Your Angel (1998)
- The Prayer (1999)
- Treat Her Like a Lady (1999)
- That's the Way It Is (1999)
- Then You Look at Me (1999)
- Live (for the One I Love) (2000)
- The First Time Ever I Saw Your Face (2000)
- I Want You to Need Me (2000)
- If Walls Could Talk (2000)
- Don't Save It All for Christmas Day (2000)
- God Bless America (2001)
- A New Day Has Come (2002)
- I Surrender (2002)
- I'm Alive (2002)
- Goodbye's (The Saddest Word) (2002)
- At Last (2002)
- I Drove All Night (2003)
- One Heart (2003)
- Have You Ever Been in Love (2003)
- Stand by Your Side (2003)
- Faith (2003)
- You and I (2004)
- Beautiful Boy (2004)
- Miracle (2004)
- In Some Small Way (2005)
- I Believe in You (2006)
- Taking Chances (2007)
- Eyes on Me (2008)
- A World to Believe In (2008)
- Alone (2008)
- My Love (2008)
- Loved Me Back to Life (2013)
- Breakaway (2013)
- Incredible (2014)
- Water and a Flame (2014)
- Recovering (2016)
- How Does a Moment Last Forever (2017)
- Ashes (2018)
- Flying on My Own (2019)
- Courage (2019)
- Lying Down (2019)
- Imperfections (2019)

## Видеоклипове

### Видеоклипове на френски език
| Видеоклип                                        | Премиера | Албум                     |
| ------------------------------------------------ | -------- | ------------------------- |
| Ce n'était qu'un rêve                            | 1981     | La voix du bon dieu       |
| D'amour ou d'amitié                              | 1983     | Tellement j'ai d'amour... |
| Mon ami m'a quittée                              | 1984     | Les chemins de ma maison  |
| Ne me plaignez pas                               | 1984     | Les chemins de ma maison  |
| Les yeux de la faim                              | 1985     | -                         |
| C'est pour toi                                   | 1985     | C'est pour toi            |
| C'est pour vivre                                 | 1985     | C'est pour toi            |
| Dans la main d'un magicien                       | 1985     | C'est pour toi            |
| Fais ce que tu voudras                           | 1986     | Les chansons en or        |
| La religieuse                                    | 1987     | -                         |
| On traverse un miroir                            | 1987     | Incognito                 |
| Lolita (trop jeune pour aimer)                   | 1987     | Incognito                 |
| Comme un cœur froid                              | 1987     | Incognito                 |
| Délivre-moi                                      | 1987     | Incognito                 |
| Jours de fièvre                                  | 1987     | Incognito                 |
| Partout je te vois                               | 1987     | Incognito                 |
| Incognito                                        | 1987     | Incognito                 |
| Lolita (trop jeune pour aimer)                   | 1987     | Incognito                 |
| Ne partez pas sans moi                           | 1988     | Incognito                 |
| Délivre-moi                                      | 1988     | Incognito                 |
| Des mots qui sonnent                             | 1991     | Dion chante Plamondon     |
| Je danse dans ma tête                            | 1992     | Dion chante Plamondon     |
| Un garçon pas comme les autres (Ziggy)           | 1993     | Dion chante Plamondon     |
| L'amour existe encore                            | 1994     | Dion chante Plamondon     |
| Pour que tu m'aimes encore                       | 1995     | D'eux                     |
| Je sais pas                                      | 1995     | D'eux                     |
| Zora sourit                                      | 1998     | S'il suffisait d'aimer    |
| On ne change pas                                 | 1999     | S'il suffisait d'aimer    |
| Sous le vent                                     | 2000     | On ne change pas          |
| Tout l'or des hommes                             | 2003     | 1 fille & 4 types         |
| Et je t'aime encore                              | 2003     | 1 fille & 4 types         |
| Je lui dirai                                     | 2004     | Miracle                   |
| Ma nouvelle-France                               | 2004     | On ne change pas          |
| Je ne vous oublie pas                            | 2005     | On ne change pas          |
| Tous les secrets                                 | 2006     | On ne change pas          |
| Et s'il n'en restait qu'une (je serais celle-là) | 2007     | D'elles                   |
| Immensité                                        | 2007     | D'elles                   |
| Parler à mon père                                | 2012     | Sans attendre             |
| Le miracle                                       | 2012     | Sans attendre             |
| Qui peut vivre sans amour?                       | 2013     | Sans attendre             |

### Видоклипове на английски език
| Видеоклип                      | Премиера | Албум                                                        |
| ------------------------------ | -------- | ------------------------------------------------------------ |
| (If there was) Any other way   | 1990     | Unison                                                       |
| Unison                         | 1990     | Unison                                                       |
| Where does my heart beat now   | 1990     | Unison                                                       |
| The last to know               | 1991     | Unison                                                       |
| Beauty and the Beast           | 1991     | Celine Dion                                                  |
| If you asked me to             | 1992     | Celine Dion                                                  |
| Nothing broken but my heart    | 1992     | Celine Dion                                                  |
| Love can move mountains        | 1992     | Celine Dion                                                  |
| Water from the moon            | 1993     | Celine Dion                                                  |
| When I fall in love            | 1993     | The colour of my love                                        |
| Did you give enough love       | 1993     | Celine Dion                                                  |
| The power of love              | 1993     | The colour of my love                                        |
| Misled                         | 1994     | The colour of my love                                        |
| Think twice                    | 1994     | The colour of my love                                        |
| Only one road                  | 1995     | The colour of my love                                        |
| Next plane out                 | 1995     | The colour of my love                                        |
| To love you more               | 1995     | Falling into you                                             |
| Falling into you               | 1996     | Falling into you                                             |
| Because you loved me           | 1996     | Falling into you                                             |
| It's all coming back to me now | 1996     | Falling into you                                             |
| All by myself                  | 1996     | Falling into you                                             |
| Call the man                   | 1997     | Let's talk about love                                        |
| The reason                     | 1997     | Let's talk about love                                        |
| My heart will go on            | 1997     | Let's talk about love                                        |
| Immortality                    | 1998     | Let's talk about love                                        |
| I hate you then I love you     | 1998     | Let's talk about love                                        |
| I'm your angel                 | 1998     | These are special times                                      |
| That's the way it is           | 1999     | All the way... A decade of song                              |
| Then you look at me            | 1999     | All the way... A decade of song                              |
| Live (for the one I love)      | 2000     | All the way... A decade of song                              |
| I want you to need me          | 2000     | All the way... A decade of song                              |
| If walls could talk            | 2000     | All the way... A decade of song                              |
| A new day has come             | 2002     | A new day has come                                           |
| I'm alive                      | 2002     | A new day has come                                           |
| Goodbye's (The saddest word)   | 2002     | A new day has come                                           |
| I drove all night              | 2003     | One heart                                                    |
| Have you ever been in love     | 2003     | One heart                                                    |
| One heart                      | 2003     | One heart                                                    |
| Come together now              | 2005     | -                                                            |
| I Surrender                    | 2007     | From the 2007 DVD „A New Day...Live In Las Vegas“            |
| A world to believe in          | 2007     | Taking chances                                               |
| Loved Me Back To Life          | 2013     | Loved Me Back to Life (Live in Quebec City)-(Official Video) |
| Incredible                     | 2014     | Loved Me Back to Life                                        |
| Ashes                          | 2018     | From the Deadpool 2 Motion Picture Soundtrack                |
| Flying On My Own               | 2019     | Official Lyric Video from Courage album (2019)               |
| Imperfections                  | 2019     | Courage album 2019 (Official Video)                          |

## Турнета
- Céline Dion en concert (1985)
- Incognito tournée (1988)
- Unison Tour (1990 – 1991)
- Celine Dion in Concert (1992 – 1993)
- The Colour of My Love Tour (1994 – 1995)
- D'eux Tour (1995 – 1996)
- Falling into You Tour (1996 – 1997)
- Let's Talk About Love World Tour (1998 – 1999)
- Taking Chances Tour (2008 – 2009)
- Sans attendre Tour (2013)
- Summer Tour (2016)
- Celine Dion Live (2017)
- Celine Dion Live (2018)
- Courage World Tour (2019 – 2021)

## Други турнета
- A New Day (2003 – 2007)
- Celine (2011 – 2019)

## Продукти

### Аромати
- Celine Dion (2003)
- Notes (2004)
- Belong (2005)
- Memento (2005)
- Always Belong (2006)
- Enchanting (2006)
- Spring in Paris (2007)
- Paris Nights (2007)
- Sensational (2008)
- Sensational Moments (2009)
- Chic (2009)
- Spring in Provence (2009)
- Simply Chic (2010)
- Pure Brilliance (2010)
- Signature (2011)
- Sensational – Luxe Blossom (2013)
- All For Love (2014)